# Míthymna
Míthymna är en ort i Grekland.   Den ligger i prefekturen Nomós Lésvou och regionen Nordegeiska öarna, i den östra delen av landet, 260 km nordost om huvudstaden Aten. Míthymna ligger 69 meter över havet och antalet invånare är 1 558. Den ligger på ön Lesbos.
Terrängen runt Míthymna är huvudsakligen kuperad, men den allra närmaste omgivningen är platt. Havet är nära Míthymna åt nordväst. Runt Míthymna är det ganska glesbefolkat, med 39 invånare per kvadratkilometer. Närmaste större samhälle är Agía Paraskeví, 15,6 km sydost om Míthymna. 